# جاكي ساويرس
جاكي ساويرس (بالإنجليزية: Jackie Sawiris)‏‏ ( في ليبيا - ) مخرجة أفلام، وممثلة من مصر.

## روابط خارجية
- جاكي ساويرس على موقع IMDb (الإنجليزية)
- جاكي ساويرس على موقع ألو سيني (الفرنسية)
- جاكي ساويرس على موقع أول موفي (الإنجليزية)
- جاكي ساويرس على موقع قاعدة بيانات الأفلام السويدية (السويدية)
- جاكي ساويرس على موقع قاعدة بيانات الفيلم (الإنجليزية)
- جاكي ساويرس على موقع كينوبويسك (الروسية)